# Nicholas Farnham
Pour les articles homonymes, voir Farnham.
Nicholas Farnham ou Nicholas of Farnham, mort en 1257, est un évêque médiéval de Durham.

## Biographie
Farnham est probablement originaire de Farnham, dans le Surrey. Il étudie à l'université d'Oxford avant de poursuivre ses études à Paris et à Bologne. À Paris, il étudie la théologie puis se tourne vers la médecine. Il enseigne à l'université de Bologne comme professeur de médecine avant de s'installer en Angleterre. Il est à Paris lors des émeutes de 1229 qui chassent de nombreux enseignants de la ville. Farnham arrive en Angleterre à cause des offres du roi Henri III de chaires d'enseignement à Oxford à ceux qui ont été déplacés par les émeutes.
Médecin royal,, il devient confesseur du roi et de la reine en 1237. En 1239, le chapitre de la cathédrale de Coventry l'élit évêque de Coventry, mais Farnham refuse la fonction. Il est élu au siège de Durham le 2 janvier 1241. Au début, il souhaite refuser la fonction, mais Robert Grosseteste, évêque de Lincoln, le persuade d'accepter. Farnham est consacré évêque le 26 mai ou le 9 juin 1241.
En tant qu'évêque, Farnham continue à travailler pour le roi. En 1241, il sert de médiateur auprès du roi Alexandre II d'Écosse et, en 1242, participe aux négociations sur le mariage de la fille du roi Henri, Marguerite, avec le futur Alexandre III d'Écosse. En tant qu'évêque, il est impliqué dans un conflit avec une dépendance du prieuré de Saint-Alban, qui est finalement réglé en 1248 en faveur du prieuré. L'ensemble des constitutions, ou lois, qu'il édicte pour le clergé de son diocèse s'inspire largement des constitutions de son prédécesseur ainsi que de celles de Grosseteste pour Lincoln.
Farnham est souvent malade. En 1244, il faillit mourir et doit se rendre dans le sud de l'Angleterre où il reçoit une guérison miraculeuse en buvant de l'eau dans laquelle a trempé des poils de la barbe de saint Edmond d'Abingdon. Une fois de plus, en 1248, sa santé décline et c'est cette maladie qui le pousse à demander au pape l'autorisation de renoncer à son siège. Il démissionne le 2 février 1249 et meurt en 1257. À sa démission, trois manoirs lui sont attribués pour son entretien, et c'est dans l'un d'eux, Stockton dans le comté de Durham, qu'il meurt, peut-être le 31 juillet, date à laquelle sa mort est commémorée à Durham. Il est enterré dans la cathédrale de Durham.